# Église Sainte-Marie de Jajce
Pour les articles homonymes, voir Église Sainte-Marie.
L'église Sainte-Marie est située en Bosnie-Herzégovine, sur le territoire de la ville de Jajce et dans la municipalité de Jajce. Elle remonte sans doute au XVe siècle et, avec le clocher de l'ancienne église Saint-Luc, elle est inscrite sur la liste des monuments nationaux de Bosnie-Herzégovine. L'église et le clocher font partie de l'« ensemble naturel et architectural de Jajce » proposé par le pays pour une inscription au patrimoine mondial de l'UNESCO.

## Histoire
L'église a été transformée en mosquée en 1528.

## Architecture

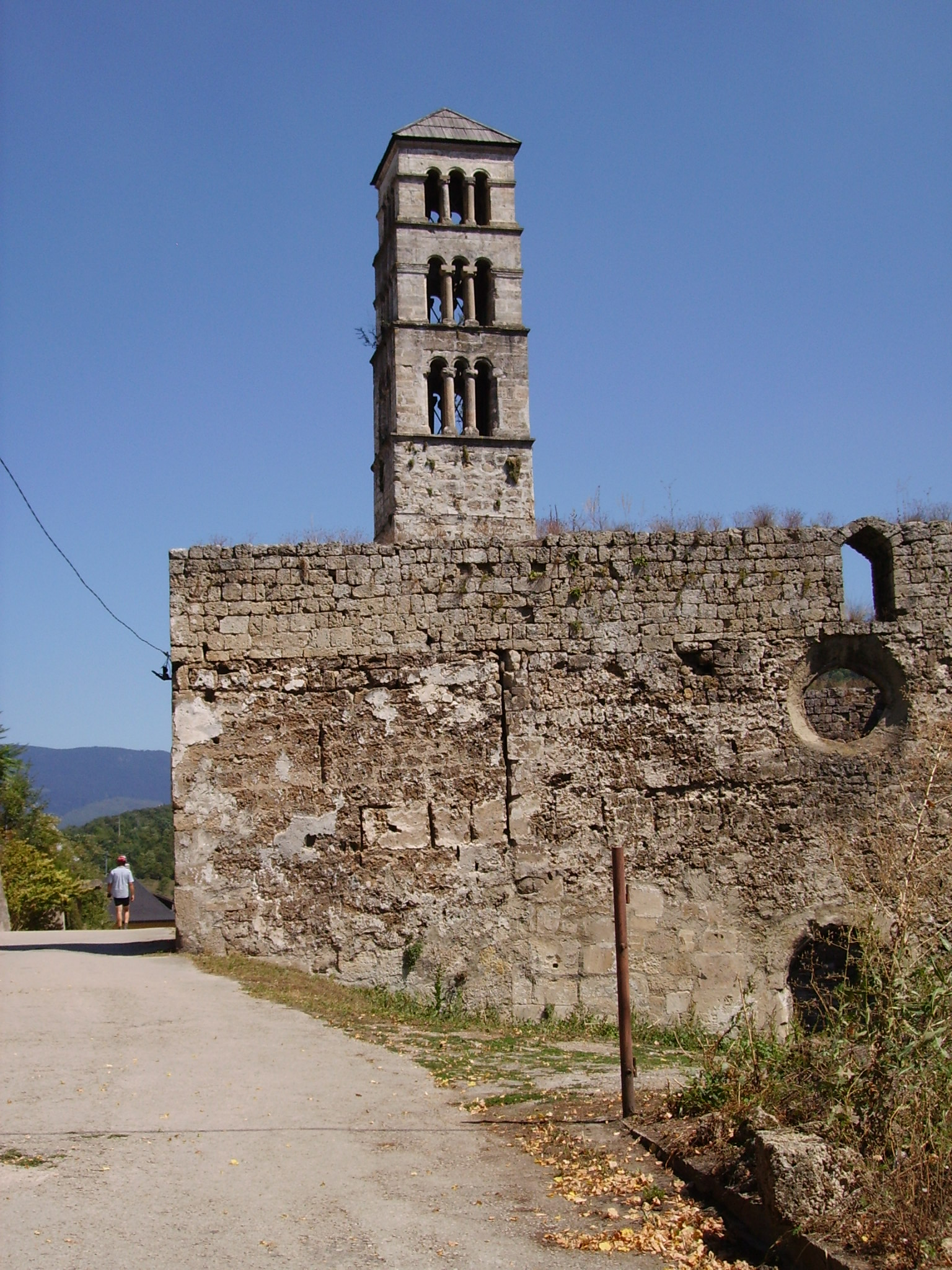
Autre vue de l'église et du clocher